# Брежнев, Юрий Леонидович
Ю́рий Леони́дович Бре́жнев (31 марта 1933, Каменское, Днепропетровская область — 3 августа 2013, Москва) — советский государственный и партийный деятель, сын генерального секретаря ЦК КПСС Леонида Ильича Брежнева.

## Биография
Родился 31 марта 1933 года в городе Каменском (в 1936—2016 гг. — город Днепродзержинск) Днепропетровской области Украинской Советской Социалистической Республики.
В годы Великой Отечественной войны находился в эвакуации в городе Алма-Ате Казахской Советской Социалистической Республики.
В 1955 году окончил Днепродзержинский металлургический институт.
С 1957 года — член КПСС.
В 1960 году окончил Всесоюзную академию внешней торговли.
Работал помощником прораба, затем — управляющим заводом им. К. Либкнехта в городе Днепропетровске.
В 1966—1968 годах — старший инженер во Всесоюзном объединении «Технопромимпорт», начальник отдела в Торговой миссии СССР в Швеции, затем — торговый представитель СССР в Швеции. По данным газеты The Times, Юрия в то время попыталась завербовать британская разведслужба MI6, однако операцию сорвал агент советской разведки Стиг Берглинг.
В 1970—1976 годах — председатель Всесоюзного объединения «Промсырьеимпорт» Министерства внешней торговли СССР.
В 1976—1979 годах — заместитель министра внешней торговли СССР.
В 1979—1983 годах — первый заместитель министра внешней торговли.
В 1980 году избран депутатом Верховного Совета РСФСР 10-го созыва.
В 1981 году на XXVI съезде КПСС избран кандидатом в члены ЦК КПСС.
В 1986 году, в возрасте 53 года, освобождён от занимаемой должности и отправлен на пенсию (постановление Совета Министров СССР от 21 апреля 1986 года № 479).
В 2003 году назначена (дополнительная к основной по старости) персональная пенсия за особые заслуги перед Российской Федерацией в области государственного управления народным хозяйством страны в размере 3000 рублей.
В сентябре 2006 года Юрию Леонидовичу в московской Центральной клинической больнице сделали операцию по удалению менингиомы правой теменной области головного мозга.
Скончался на 81-м году жизни 3 августа 2013 года от опухоли мозга в Центральной клинической больнице в Москве. Похоронен рядом с женой на Ваганьковском кладбище г. Москвы (в колумбарии).
Занимался разведением рыбок, коллекционировал фарфоровые фигурки собак.

## Награды
- Орден Ленина (5 августа 1982)
- Орден Октябрьской революции (14 марта 1979)
- два ордена Трудового Красного Знамени (в том числе 22 сентября 1971)
- Орден Дружбы народов (20 февраля 1975)
- Орден «Знак Почёта» (17 декабря 1966)
- медали

## Семья

Юрий с сестрой Галиной. Алма-Ата, 1942 год.

- Отец — Брежнев, Леонид Ильич (6 (19) декабря 1906 — 10 ноября 1982), генеральный секретарь ЦК КПСС.
- Мать — Брежнева, Виктория Петровна (11 декабря 1907 — 5 июля 1995), домохозяйка.
- Сестра — Брежнева, Галина Леонидовна (18 апреля 1929 — 30 июня 1998).
- Жена — Людмила Владимировна (16 августа 1931 — 25 мая 2012), выпускница английского отделения Днепропетровского педагогического училища.
- Сыновья:
  - Леонид Юрьевич Брежнев (20 марта 1956 — 28 ноября 2023) — химик-технолог, преподаватель химфака МГУ, работал на одном из московских предприятий, позднее бизнесмен, разрабатывал химические добавки, шампуни[7].
    - Дочери Алина и Мария.
    - Сын Юрий, бизнесмен.
    - Сын Леонид (род. 1996).

  - Андрей Юрьевич Брежнев (15 марта 1961 — 10 июля 2018) — экономист и российский политик, первый секретарь ЦК «Коммунистической партии социальной справедливости».
    - Сыновья Леонид (род. 1984), работает переводчиком в военном ведомстве.
    - Дмитрий (род. 1985) работает в сфере продаж программного обеспечения.